# Rio Paquequer (Teresópolis)
O rio Paquequer é um curso de água que nasce no estado de Rio de Janeiro, no Brasil. É o principal rio do município de Teresópolis, e faz parte da bacia do rio Paraíba do Sul.

## Etimologia
"Paquequer" é um termo oriundo da língua tupi que significa "paca dormente", através da junção dos termos paka ("paca") e kera ("dormir").

## Características
Nasce a 2100 m de altitude, na Pedra do Sino, no Parque Nacional da Serra dos Órgãos. Dali atravessa a cidade de Teresópolis e corre em direção norte, banhando áreas rurais, recebendo efluentes de origem industrial, doméstico e rural. Desemboca no rio Preto, um afluente do rio Piabanha.

## O Guarani
No romance indigenista O Guarani (1857), de José de Alencar, grande parte da ação se desenrola às margens do Paquequer, onde o personagem D. Antônio de Mariz, um fidalgo português, construiu sua casa. O romance se inicia com uma descrição do rio:
De um dos cabeços da Serra dos Órgãos desliza um fio de água que se dirige para o norte, e engrossado com os mananciais que recebe no seu curso de dez léguas, torna-se rio caudal.

É o Paquequer: saltando de cascata em cascata, enroscando-se como uma serpente, vai depois se espreguiçar na várzea e embeber no Paraíba, que rola majestosamente em seu vasto leito.